# エズラ・ワイズ
エズラ・ワイズ（Ezra Weisz、1971年1月1日 -） は、アメリカ合衆国の男性声優、俳優、音響監督。別名はイーサン・マレー (Ethan Murray) 。ニュージャージー州フリーホールド出身。カリフォルニア州ロサンゼルス住まい。特技は太極拳。

## 人物
ラトガース大学、サラ・ローレンス大学などで演技を学び、カリフォルニア芸術大学を1994年に卒業。
舞台では即興劇を中心に活動。
オクシデンタル大学の演劇非常勤講師であり、太極拳の指導も行っている。カリフォルニア州バーバンクのタレント・ハウス・アカデミーで即興劇の指導を行い、ワークショップの講師も行っている。
妻は女優のサブリナ・ヒルで、子供が2人いる。

## 出演作品

### テレビアニメ
1998年
- ふしぎ遊戯

1999年
- 北斗の拳
- 星方武侠アウトロースター（フレッド・ロー）

2000年
- アークザラッド（クライブ）
- 魔法騎士レイアース（獅堂翔、海の父）

2001年
- THE ビッグオー（次回予告ナレーション）
- るろうに剣心 -明治剣客浪漫譚-（山東省弐）

2002年
- X（麒飼遊人）

2003年
- THE ビッグオー second season（フィル）
- スクライド（グロウ）
- ちっちゃな雪使いシュガー（ターメリック）
- Heat Guy-J（ミシェル・ルビンスタイン）
- LAST EXILE
- ワイルドアームズ トワイライトヴェノム（ユーシス）

2004年
- GAD GUARD（タケナカ）
- 攻殻機動隊 STAND ALONE COMPLEX（グル・グル）
- SAMURAI GIRL リアルバウトハイスクール（19）
- 時空冒険記ゼントリックス（マンゴー）
- ちっちゃな雪使いシュガー 特別編（ターメリック）
- RAVE（シュナイダー）

2005年
- ウルトラマニアック（セバスチャン）
- お伽草子（主上）
- 巌窟王（フランツ・デピネー男爵）
- サムライチャンプルー（菱川師宣）
- Di Gi Charat（木村拓郎）
- 瓶詰妖精（オーディエンス・メンバー）
- プラネテス（幻之丞）

2006年
- グリーングリーン（一番星）
- 最遊記 RELOAD GUNLOCK（妖怪、村人）

2008年
- コードギアス 反逆のルルーシュ（マオ）

2009年
- BLEACH（イールフォルト・グランツ）
- 無限の住人（天津影久）

2010年
- かのこん（源たゆら）
- ヴァンパイア騎士（玖蘭枢）

2011年
- ヴァンパイア騎士 Guilty（玖蘭枢）

2014年
- マギ The kingdom of magic（練紅明）※イーサン・マレー名義

2015年
- アルドノア・ゼロ（耶賀頼蒼真）
- BLAZBLUE ALTER MEMORY（ナゴ）
- ミラキュラス レディバグ&シャノワール（その他の声、アドリアンのボディーガード、アンドレ）
- ポップルズ（グラフマン）
- Miraculous: Tales of Ladybug & Cat Noir

2017年
- Zak Storm

2018年
- ジョジョの奇妙な冒険 ファントムブラッド（パンナコッタ・フーゴ）
- ドキドキ!プリキュア（司会者）
- メガロボクス

2019年
- 機動戦士ガンダム THE ORIGIN 前夜 赤い彗星（マ・クベ）

### 劇場アニメ
1999年
- 機動戦士ガンダム（マーカー・クラン）
- 機動戦士ガンダムII 哀・戦士編（マーカー・クラン）
- 機動戦士ガンダムIII めぐりあい宇宙編（マーカー・クラン）

2001年
- AKIRA※DVD版

2005年
- ミニパト（シバシゲオ）

2007年
- パプリカ（あいつ）

2009年
- The Haunted World of El Superbeasto（ループグループ）

2011年
- El gran milagro（父親）

2016年
- Bling

2017年
- 夜明け告げるルーのうた（足元照夫）

2018年
- Max & Me

### OVA
2000年
- ふしぎ遊戯
- ふしぎ遊戯2

2001年
- 機動戦士ガンダム 第08MS小隊

2005年
- 新ゲッターロボ
- Di Gi Charat劇場 ぴよこにおまかせぴょ!（BGG団員E）

2011年
- かのこん 〜真夏の大謝肉祭〜（源たゆら）

### Webアニメ
- オルタード・カーボン: リスリーブド（2020年）
- Kayko and Kokosh（2021年）

### ゲーム
2006年
- 幻想水滸伝V（ユーラム・バロウズ）

2008年
- 悪魔城ドラキュラ ジャッジメント（アイオーン）
- ゼノサーガ エピソードI［力への意志］（ジン・ウヅキ）

2010年
- BLAZBLUE CONTINUUM SHIFT（ナゴ）

2015年
- ファイナルファンタジー零式HD

### 特撮
1995年
- バーチャル戦士トゥルーパーズ（シルコイドの声）

1996年
- バーチャル戦士トゥルーパーズ（デュプリトロニックの声）
- パワーレンジャー・ジオ（リーキーファウセットの声、アドミラル・アボミネイターの声、再生リーキーファウセットの声）※ノンクレジット
- ビッグ・バッド・ビートルボーグ（再生ミーングリーン・キャノン・マシンの声、ロッタマグスの声、サイバー＝サーペントの声）
- マスクド・ライダー（レプトセクトの声、ブレーン・ミーテの声）

1997年
- パワーレンジャー・ターボ（マウスピースの声、ナンバーの声）
- ビートルボーグ・メタリックス（マンティックスの声、チェンジリングの声）※イーサン・マレー名義

1998年
- パワーレンジャー・イン・スペース（ボディスウィッチャーの声、デストラクトイドの声、リーズリザードの声）※ノンクレジット

1999年
- パワーレンジャー・ロスト・ギャラクシー（ワイズウィザードの声）※ノンクレジット

2000年
- パワーレンジャー・ライトスピード・レスキュー（フォルカーの声、トライカーの声）

2001年
- パワーレンジャー・タイムフォース（テンタクロウの声）

2002年
- パワーレンジャー・ワイルドフォース（マンテイロクの声〈男声〉）

### 吹き替え
2001年
- ゼイラム2（鉄平おひろ〈井田國彦〉）

2006年
- 魁!! クロマティ高校THE★MOVIE（前田彰〈山本浩司〉）

2016年
- 3%
- Glacé

2017年
- ケーブル・ガールズ

2018年
- スパイク・ガールズ
- テイスト&カラー
- 天使が眠りにつくとき
- ルイス・ミゲル スターとして生きて
- On My Skin
- Wolf

2019年
- OSMOSIS/オスモシス

### テレビドラマ
2002年
- グリーティングス・フォーム・ツーソン（ダリル）

2009年
- ウェイバリー通りのウィザードたち（親）

2010年
- ウェイバリー通りのウィザードたち（クラウン、ジョン）

2011年
- ウェイバリー通りのウィザードたち（アップル）

### 本人出演
2008年
- アドベンチャーズ・イン・ボイス・アクティング

## 参加作品
特記の無い物に限り、ボイスディレクターとしての参加。

### テレビアニメ（スタッフ）
2003年
- ちっちゃな雪使いシュガー（ADRディレクター）※第5話から

2004年
- ちっちゃな雪使いシュガー 特別編（ADRディレクター）

2005年
- ウルトラマニアック（ADRディレクター）
- 瓶詰妖精（ADRディレクター）
- ボボボーボ・ボーボボ（ADRディレクター）※マイケル・ソリッチとの連名

2015年
- ミラキュラス レディバグ&シャノワール

2018年
- メガロボクス（ADRディレクター）

### 劇場アニメ（スタッフ）
2007年
- パプリカ（ADRディレクター）

2008年
- 戦場でワルツを（ダビングディレクター）

2009年
- スカイ・クロラ The Sky Crawlers（ADRディレクター）

2011年
- 鬼神伝（ADRディレクター）

### Webアニメ（スタッフ）
2018年
- B: The Beginning

### ゲーム（スタッフ）
2005年
- ラジアータ ストーリーズ

### 吹き替え（スタッフ）
2005年
- LOVERS（ダビングディレクター）

2007年
- 王妃の紋章（ダビングディレクター）

2008年
- 硫黄島からの手紙（ダビングディレクター）

2011年
- ヒマラヤ運命の山（ダビングディレクター）

2016年
- 3%

2017年
- ケーブル・ガールズ

2018年
- スパイク・ガールズ
- On My Skin

2019年
- 運命の12人
- 沈黙の沼
- モティの目覚め

2021年
- プライムタイム（ダビングディレクター）

### テレビドラマ（スタッフ）
2009年
- サニーwithチャンス（ライブオーディエンス・コーチ）

2010年
- KING兄弟（ライブオーディエンス・コーチ）

2011年
- オースティン&アリー（ライブオーディエンス・コーチ）
- ジェシー!（ライブオーディエンス・コーチ）